# Погорелая башня
Погорелая (Алексеевская) башня — одна из сохранившихся башен Коломенского кремля, ближайшая к Пятницким воротам. У этой башни есть ещё три близнеца: Ямская, Семёновская и Спасская, так как четыре из семи уцелевших башен — однотипные.

## Название
Название «Погорелая» она получила из-за пожаров, а «Алексеевская» — благодаря церкви-соседке, носившей имя Алексия, человека Божия. Недалеко от Погорелой башни находится улица Левшина, которая раньше называлась Алексеевской.

## Строительство
Строительство башни по некоторым данным продолжалось с 1525—1531 года. Установлена эта башня, как и её «близнецы» — «Спасская», «Ямская» и «Семеновская» башни — по восточному краю Коломенского кремля и имеет с ними аналогичные размеры.

## Архитектура
Погорелая башня насчитывает 5 этажей. Высота башни составляет — 24 метра, длина — 12 метров, ширина — 8 метров. Завершается башня шестым ярусом — галереей, зубцы которой, напоминают форму ласточкиного хвоста. Высота и ширина зубцов составляет 2,5 и 1,44 метров соответственно.

## Местоположение
Погорелая башня находится в городе Коломна, на улице Зайцева 28.